# Lamberto Leoni
Lamberto Leoni (Argenta, 24 de maio de 1953) é um ex-automobilista italiano de Fórmula 1. Leoni participou de cinco finais de semana de GP na Fórmula 1, e falhou em quatro tentativas de classificar seu carro para os GPs.  